# Vachaux
Le Vachaux est un ruisseau de Belgique, affluent de la Lesse.
Il prend sa source au sud-ouest de Hogne, arrose Serinchamps, Buissonville, Navaugle, Frandeux, Laloux, Briquemont et Jamblinne et se jette dans la Lesse à l'est de Ciergnon.